# Assan Basajew
Assan Basajew (kasachisch Асан Базаев, * 22. Februar 1981 in Astana, Kasachische SSR der Sowjetunion) ist ein ehemaliger kasachischer Radrennfahrer.

## Karriere
Basajew konnte bereits 2003 mit einigen Siegen für die kasachische Landesauswahl auf sich aufmerksam machen: so gewann er zwei Etappen der Vuelta a las Americas in Mexiko, einen Tagesabschnitt der Cinturón a Mallorca und Etappen beim Grand Prix Guillaume Tell in der Schweiz sowie der Bulgarien-Rundfahrt. Zudem konnte er weitere Podiumsplatzierungen auf Abschnitten des Rás Tailteann in Irland, und der Tour de l’Avenir sowie auf drei weiteren Etappen der Bulgarien-Rundfahrt herausfahren. Dritter wurde er auch beim Grand Prix du Président in Belgien.
Anschließend erhielt Basajew 2004 beim kleinen kasachischen Cycling Team Capec seinen ersten Vertrag bei einem internationalen Radsportteam. In seinem ersten Jahr bei dieser Mannschaft konnte Basajew die Griechenland-Rundfahrt gewinnen und erzielte außerdem auf den ersten vier Etappen zwei zweite und einen dritten Platz. Im Trikot seines Heimatlandes Kasachstan errang er mit dem Titel im Einzelzeitfahren der Asienmeisterschaften einen seiner bis dahin größten Erfolge seiner bisherigen Karriere.
In der folgenden Saison konnte Basajew zwar keinen Sieg einfahren, doch mit Etappenplatzierungen unter den ersten Drei bei der Vuelta Ciclista de Chile, der Tour of Japan, der Tour of China der Tour of Qinghai Lake erreichte er weitere vordere Resultate. Einen dritten Rang belegte er bei dem belgischen Eintagesrennen Kampioenschap van Vlaanderen. Der größte Erfolg für Basajew war im Jahr 2005 aber der dritte Platz bei der Tour de l’Avenir, der "kleinen" Tour de France für Nachwuchsfahrer.
Im April 2006 wechselte er dann zum spanischen ProTeam Liberty Seguros-Würth. Seit Juli 2006 fuhr die Mannschaft unter dem Namen Astana-Würth, dessen erster ProTour-Sieg Basajews Erfolg auf der ersten Etappe der Deutschland Tour 2006 war. Dieser Etappensieg war sein bis dahin größter Erfolg. Anschließend nahm der Kasache an seiner ersten dreiwöchigen Rundfahrt, der Vuelta a España, teil und beendete das Rennen als 98.
Im nächsten Jahr holte Basajew bei der Niedersachsen-Rundfahrt eine erste Top-Drei-Platzierung. Im Mai nahm der Kasache am Giro d’Italia teil und wurde auf der ersten Etappe Zweiter. Es folgten ein weiterer dritter und ein vierter Etappenplatz, und auch auf zwei weiteren Tagesabschnitten kam er als Neunter unter die Top Ten, schloss das Rennen wie schon die Spanien-Rundfahrt als 98. Später im Jahr holte er bei der Polen-Rundfahrt erneut einen dritten Tagesabschnittsrang.
Im Jahr 2008 errang Basajew auch dank zweier dritter Plätze die Punktewertung der Presidential Cycling Tour of Turkey. Erfolgreich ging es für ihn auch beim Giro d’Italia weiter, als er erneut drei Etappen-Platzierungen unter den besten Zehn herausfuhr und das Rennen auch beendete. Bei den kasachischen Straßenmeisterschaften wurde im Einzelzeitfahren wurde Vierter und im Straßenrennen wurde er erstmals Landes-Meister. Danach nahm er im Meister-Trikot auch noch an der Vuelta a España teil, konnte aber keine vordere Platzierung herausfahren.
Eine konstant gute Saison zeigte er 2009. Einem ersten Resultat als Etappen-Neunter bei Tirreno-Adriatico folgten ein 16. Platz bei Mailand–Sanremo. An der Tour de Suisse, die er ursprünglich fahren wollte, konnte er allerdings wegen einer zweiwöchigen teaminternen Sperre nicht teilnehmen, da er es versäumt hatte, seinen Aufenthaltsort für Dopingkontrollen anzugeben.
Auch das Jahr 2010 begann er mit einem Top-Ten-Etappen-Resultat bei Tirreno-Adriatico. Im Juni wurde er kasachischer Vizemeister und im August belegte er den zwölften Rang in der Gesamtwertung der Polen-Rundfahrt. Bei den Straßen-Weltmeisterschaft belegte er Rang acht.
Auch in den Folgejahren fuhr Basajew weiterhin einige große Rundfahrten, konnte aber keine bedeutenden Etappensiege mehr erzielen. Im Jahr 2012 wurde er zum zweiten Mal nach 2008 kasachischer Meister im Straßenrennen. Er beendete seine Karriere zum Ende des Jahres 2013.

## Erfolge
2004
- Asienmeister im Einzelzeitfahren
- Griechenland-Rundfahrt

2006
- eine Etappe Deutschland Tour

2008
- Punktewertung Presidential Cycling Tour of Turkey
- Kasachischer Meister – Straßenrennen

2012
- Kasachischer Meister – Straßenrennen

## Teams
- 2004–2005 Cycling Team Capec
- 2006–2013 Pro Team Astana